# Úhlava
Úhlava (tysk: Angel) er en 104 km lang flod der løber i Tjekkiet, en højre biflod til Radbuza. Dens kilde ligger på en skråning af bjerget Pancíř i Šumava-bjergene, Klatovy-distriktet i en højde af 1.214 meter. Den passerer landsbyerne og byerne Nýrsko, Janovice, Bezděkov, Klatovy, Švihov, Lužany og Přeštice, før den løber ud i floden Radbuza ved den sydlige kant af Plzeň. Úhlavas afvandingsområde er 919 km2.